# Digitivalva solidaginis
Digitivalva solidaginis is een vlinder uit de familie van de koolmotten (Plutellidae). De wetenschappelijke naam is voor het eerst geldig gepubliceerd in 1859 door Staudinger.
De soort komt voor in Europa.